# Yonkaira Peña
Yonkaira Peña, född 10 maj 1993 i Santo Domingo, Dominikanska republiken är en volleybollspelare (vänsterspiker).
Peña spelar med Dominikanska republikens landslag och har med dem tagit guld vid nordamerikanska mästerskapen 2019 och 2021. Hon har spelat med klubbar i Dominikanska republiken, Peru, Japan, Turkiet, Polen, Brasilien och Indonesien.